# Европейски институт за стандартизация в далекосъобщенията
Европейският институт за стандартизация в далекосъобщенията (на английски: European Telecommunications Standards Institute, съкр. ETSI, произнася се етси) е независима, нетърговска организация за стандартизация в областта на далекосъобщителната индустрия (производители на оборудване и мрежови оператори) в Европа. ETSI успешно е стандартизирал системата за клетъчна връзка GSM и системата за професионална мобилна радиовръзка TETRA. ETSI е един от създателите на 3GPP.
ETSI е създаден от CEPT през 1988 г. и официално е признат от Европейската комисия и от секретариата на EFTA. Разположен е в технологичния парк „София Антиполис“, близо до Антиб и Ница (Франция). ETSI официално носи отговорността за стандартизацията на информационните и телекомуникационни технологии в границите на Европа. В ETSI членуват повече от 800 члена от 64 страни от цял свят, включително производители на оборудване, свързочни оператори, административни органи, провайдери на услуги, изследователи и потребители – фактически всички ключови играчи в света на информационните технологии.
През 2013 г. бюджетът ETSI надхвърля €23 млн., образуван от вноски, постъпващи от членовете, от търговска дейност като продажба на документи, домакинство на форуми, дейности по договори и финансиране от партньори. От тези средства приблизително 40% са експлоатационни разходи, а останалите 60% се разпределят по работни програми.
ETSI публикува между 2000 и 2500 стандарта всяка година.